# 松本市立旭町中学校
松本市立旭町中学校（まつもとしりつ あさひまちちゅうがっこう）は、長野県松本市旭にある公立の中学校。

## 概要
日本国内で唯一、刑務所内に分校を置く公立中学校である。詳細は松本少年刑務所を参照。2010年にTBS系列で放映されたドラマ『塀の中の中学校』はこの分校を描いている。
2018年には同窓会と地元のJリーグクラブ･松本山雅FCと連携し校庭の人工芝化が完成した。

## 沿革
- 1948年（昭和23年）4月5日 - 旧松本歩兵第50連隊跡地の兵舎の一部を仮校舎として開校した[3]。
- 1955年（昭和30年）4月6日 - 松本少年刑務所内に桐分校が開校[4]
- 1957年（昭和32年）11月23日 - 新校歌制定
- 1996年（平成8年）4月8日 - 院内学級が信州大学病院内に開級する
- 1998年（平成10年）
  - 7月23日 - ソルトレイク市立ヒルサイドインターミディエイトスクールと姉妹校の提携を結ぶ
  - 10月2日 - 校内発表会「絆 15000人の輪のもとに、過去から未来をみつめて」に合わせ開校50周年記念式典挙行
- 1999年（平成11年）8月24日 - ヒルサイドの姉妹校に当校職員が訪問する
- 2010年（平成22年）4月1日 - 桐分校に聴講生制度導入

## 生徒数・職員数
- 2015年2月 生徒＝328人、職員＝35人[3]

### 学級数
- 2014年度＝1学年4クラス、2学年4クラス、3学年3クラス、特別支援学級3クラス、信大病院内1クラス、桐分校1クラス[3]

## 主な行事
- 4月　修学旅行（3年生）
- 7月　職場体験学習（2年生）、上高地乗鞍登山（1年生）
- 9月　PTAバザー、校内発表会
- 10月　東北信平和学習旅行（2年）、教文センター一日学習（1年生）
- 11月　バレーボールクラスマッチ、立会演説会・選挙
- 1月　桐分校との交流会
- 3月　バスケットボールクラスマッチ[3]

## 部活動
| - 女子バレーボール - 男女バスケットボール - 女子バスケットボール - ソフトテニス - 野球 - サッカー | - 陸上 - 卓球 - 吹奏楽 - 美術 - 演劇 |

## 通学区域
- 松本市
  - 旭町・曙町・和泉町1丁目・和泉町2丁目・岡の宮・岡の宮西・岡の宮文園町・北上横田町・口張町・新町・天白町・同心町・中原・沢村・新田町・白金町 鷹匠町・田町・堂町・中ノ丁・二ノ丸町・西町・萩町・東ノ丁・袋町・丸ノ内・女鳥羽町・元原・元町北・元町上・安原町・両下町・島内山田・横田第3 横田第5・横田第6・横田第7・旗町・大柳町・蟻ヶ崎東・蟻ヶ崎北・蟻ヶ崎深志ヶ丘・北馬場・徒士町[5]

## 進学前小学校
- 松本市立開智小学校
- 松本市立旭町小学校